# Miami (pleme)
Miami (Twightwee), pleme ali skupina plemen družine Algonquian, ki so jih prvi odkrili Francozi blizu Green Baya v Wisconsinu, danes pa živijo v Indiani in Oklahomi. 

## Ime
Ime Miami izvira iz Chippewa besede Omaumeg, kar pomeni ljudje na polotoku, medtem ko po njihovi tradiciji pomeni 'golob'. Po zgodnjih avtorjih so se sami imenovali Twightwees, po Hewituu iz twanh twanh, 'krik žerjava'. Za Miamije je obstajalo še nekaj imen, ki se pojavljajo v številnih različicah. Wyandoti so jih imenovali Sänshkiá-a-rúnû, kar Gatschet prevaja kot ljudje, ki se lepo, fantastično oblačijo ali ljudje dandyjev. Ime Tawatawas izvira iz algonkvinske besede tawa = 'gol' (=Goli Indijanci), in se je pogosto uporabljalo med zgodnjimi kolonisti, ki so besedo tawa zamenjevali z twanh twanh. Pkíwi-léni (Shawnee ime, v množini Pkíwi-lénigi, 'prašni /ali/ pepelni ljudje').
Druge številne različice so: Maiama, M'amiwis, Maumee, Maumes, Maumies, Mawmee, Me-ä-me-ä-ga, Meames, Memilounioue, Miamee, Miames, Mineamies, Miramis, Myamis, Myamicks, Naked Indians, Omameeg, Oumami, Oumiamies, Twicktwigs, Tweeghtwees, Twictwicts, itd.

## Jezik
Jezik Indijancev Miami je član algonkvinske družine in je najbolj soroden jeziku, ki so ga uporabljala plemena konfederacije Illinois. Preživeli pripadniki Indijancev Miami danes uporabljajo angleški jezik.

## Vasi
- Chicago (indijanska vas), na mestu današnjega mesta Chicago, Illinois, ta vas je morda pripadala plemenu Wea.
- Chippekawkay (Piankashaw), vas, ki je očitno pripadala plemenu Pepicokia, na mestu današnjega Vincennes, Indiana, v okrožju  Knox, Indiana.
- Choppatee's Village, na zahodnem bregu reke St. Joseph, nekaj kilometrov od Fort Wayne, Indiana, okrožje Allen, Indiana.
- Flat Belly's Village (glej Papakeecha).
- Kekionga, na vzhodnem bregu reke St. Joseph, v okrožju Allen, Indiana, nasproti Fort Wayna.
- Kenapacomaqua, vas plemena Wea na zahodnem bregu reke Eel, blizu njenega izliva, par kilometrov od Logansporta, okrožje okrožje Cass, Indiana.
- Kokomo, na mestu današnjega mesta Kokomo, Indiana.
- Kowasikka ali Thorntown, na Sugar Creeku pri današnjem Thorntonu, okrožje okrožje Boone, Indiana.
- Little Turtle's Village, na reki Eel, Indiana, približno 20 milj severozahodno od Fort Wayna.
- Meshingomesia, na rezervatu na reki Mississinewa, v Liberty Townshipu, okrožje okrožje Wabash, Indiana.
- Missinquimeschan, to je bila po vsej verjetnosti vas plemena Piankashaw, blizu današnjega Washingtona, okrožje Daviess,  Indiana.
- Mississinewa, na vzhodni strani reke Mississinewa na mestu, kjer se združi z Wabashom v okrožju  Miami, Indiana.
- Osaga, lokacija neznana.
- Papakeecha, vzhodno od jezera Turkey v okrožju Noble, Indiana.
- Piankashaw (indijanska vas), vas istoimenskega plemena Piankashaw, na reki Wabash, kjer se sreča z Vermilionom.
- Pickawillanee, na reki Miami na mestu današnjega mesta Piqua, okrožje okrožje Miami, Ohio.
- Saint Francis Xavier, to je misija za indijance Miami in Mascouten na reki Fox, Wisconsin, blizu De Pere, okrožje Brown.
- Seek's Village, na reki Eel približno 3 milje od Columbia City, okrožje  Whitley, Indiana.
- Thornton (glej Kowasikka).
- White Raccoon's Village, blizu današnjega Aboite, okrožje Allen, Indiana.

## Plemena
- Atchakangouen, Atchatchakangouen, Atchakangouen, Greater Miami ali Crane Band (poimenovani po svojem vodilnem klanu, največja skupina Miami – njihova glavna vas je bila Kekionga / Kiihkayonki ('grmovje robide') na sotočju rek Saint Joseph (Kociihsa Siipiiwi) ('reka fižola'), Saint Marys (Nameewa Siipiiwi/Mameewa Siipiiwi) ('reka atlantskega jesetra') in Maumee (Taawaawa Siipiiwi) ('reka Odawa') na zahodnem robu Velikega črnega močvirja v današnji Indiani – to mesto so imenovali tudi saakiiweeki taawaawa siipiiwi (dobesedno 'sotočje reke Maumee'); Kekionga / Kiihkayonki je bila tudi prestolnica konfederacije Miami)

- Kilatika, Kilatak, Kiratika, kot so jih imenovali Francozi, kasneje znani Angležem kot Eel River Band of Miamis; avtonim: Kineepikomeekwaki ('ljudje ob reki kačjih rib, tj. reki jegulj', njihova glavna vas Kineepikwameekwa/Kenapekwamakwah/Kenapocomoco ('mesto kačjih rib' ali 'vas reke jegulj') je spremenila svojo lokacijo od izvira reke Eel River (Kineepikwameekwa Siipiiwi) ('reka kačjih rib') (blizu Columbia Cityja, Indiana) do njenega izliva v reko Wabash River (Waapaahšiki Siipiiwi) ('sijoča bela reka/svetla sijoča reka') (blizu Logansporta, Indiana) v severni Indiani; skupina Kilatika Band iz francoskih let je imela svojo glavno vas na sotočju rek Kankakee River in Des Plaines River, ki tvorita reko Illinois River, približno 16 km jugozahodno od današnjega Jolietja, Illinois)

- Mengakonkia ali Mengkonkia, ljudstvo Michikinikwa ('Mali želvak')

- Pepikokia, Pepicokea, kasneje znana kot Tepicon Band ali Tippecanoe Band; avtonim: Kiteepihkwana ('ljudje iz kraja rib bivolov'), njihova glavna vas Kithtippecanuck / Kiteepihkwana ('kraj rib bivolov') je večkrat spremenila svojo lokacijo od izvira reke Tippecanoe River (Kiteepihkwana siipiiwi) ('reka rib bivolov') (vzhodno od Old Tip Towna, Indiana) do njenega izliva v reko Wabash (Waapaahšiki Siipiiwi) (blizu Lafayetteja, Indiana) – včasih znana tudi kot Nation de la Gruë ali Miamis of Meramec River, verjetno ime skupine Miami–Illinois, imenovane Myaarameekwa ('grda riba, tj. skupina somov'), ki je živela ob reki Meramec River ('reka grde ribe').

- Piankeshaw, Piankashaw, Pianguichia; avtonim: Peeyankihšiaki ('tisti, ki se ločijo' ali 'tisti, ki se odcepijo') so živeli v več vaseh ob reki White [a] v zahodni Indiani, reki Vermilion River (Peeyankihšiaki Siipiiwi) ('reka Peeyankihšiaki/Piankashaw')[2] in reki Wabash (Waapaahšiki Siipiiwi) v Illinoisu in kasneje ob reki Great Miami (Ahsenisiipi) ('Skalnata reka') v zahodnem Ohiu, je bila njihova prva glavna vas Peeyankihšionki ('Kraj Peeyankihšiaki/Piankashaw') ob sotočju rek Vermilion in Wabash (blizu Cayuge, Indiana) – eno manjše naselje je bilo ob sotočju glavnih pritokov reke Vermilion (blizu Danvillea, Illinois), drugo pomembno naselje se je imenovalo Aciipihkahkionki / Chippekawkay / Chippecoke ('Kraj užitne korenine') in je bilo ob ustju reke Embarras v reko Wabash (blizu Vincennesa, Indiana), v 18. stoletju je bilo tretje naselje zunaj zgodovinske doline reke Wabash, imenovano Pinkwaawilenionki / Pickawillany ('Kraj pepela'), postavljeno ob reki Great Miami (ki se je razvilo v Piquo, Ohio)[b][3]

- Wea, Wiatonon, Ouiatanon ali Ouaouiatanoukak; avtonim: Waayaahtanooki ali Waayaahtanwa ('Ljudje kraja vrtinca'), ker je bila njihova glavna vas Waayaahtanonki ('Kraj vrtinca') ob reki, kjer je bil v reki vrtinec, pod izrazom Ouiatanon se je nanašalo tako na skupino izumrlih petih naselij Wea kot na njihova zgodovinska plemenska ozemlja vzdolž srednje doline Wabash med reko Eel na severu in reko Vermilion na jugu, 'pravi' Quiatanon ob ustju potoka Wea v reko Wabash je bil njihova glavna vas[c][4][5]

## Zgodovina
Miami so v času prihoda prvih Evropejcev sredi 17. stoletja živeli v okolici Green Baya na območju današnje ameriške zvezne države Wisconsin. Kmalu po tem prvem srečanju so okoli leta 1670 prispeli do reke Fox in v kraje južno od jezera Michigan ter do reke St. Joseph in Kalamazoo. Nekatere njihove skupine so že prej prispele na območje severne Indiane. Na območju reke St. Joseph in na mestu današnjega Detroita so se zadržali nekje do 1711., od koder so jih pregnala plemena Potawatomi in Kickapoo. Sredi 17. stoletja so bili Miami pregnani v severozahodni Ohio, kjer so ostali do leta 1763, ko so se po pogodbi vrnili v Indiano. Takrat je njihovo število znašalo okoli 1.200. Med vojnami so bili na strani Francozov v francoskih in indijanskih vojnah in pomagali Britancem v Ameriški revoluciji. Svoja ozemlja so začeli izgubljati leta 1812, leta 1840 pa so prepustili celotno ozemlje, razen majhnega območja skupine Meshingomesia's v okrožju Wabash v Indiani, ki se je tam obdržala do leta 1872, ko je bila zemlja razdeljena med zadnjih 300 preživelih članov, medtem ko so bili ostali preseljeni v Kansas. Leta 1867 so s svojimi sorodniki, plemenom Illinois, odšli v rezervat v Oklahomi, na severovzhodnem območju države. Skupina Meshingomesia's, ki je ostala v Indiani, je leta 1872 postala državljani Indiane.
Podplemeni Wea in Piankeshaw (kateri so absorbirali podpleme Pepikokia) sta se osamosvojili in se združili z ostanki plemen Illinois.

## Etnografija
Kultura Miamijev pripada Vzhodnim gozdovom in so zelo sorodni Illinois Indijancim. Njihova preživetje temelji na lovu in kmetijstvu. Družba je patrilinearna in organizirana po klanih, ki jih Morgan najde deset, in sicer: 
1. Mo-wha'-wä (Volk; Volk).
2. Mon-gwä' (Ponirki; Potapljač).
3. Ken-da-w ă' (Orel; Orel).
4. Ah-pa'-kose-e-ǎ (Škanj; Kanja).
5. Ka-no-za-wä (Panter; Panter).
6. Pi-la-wä' (Puran; Puran).
7. Ah-se-pon'-nä (Rakun; Rakun).
8. Mon-nă'-to (Sneg; Sneg).
9. Kul-swä' (Sonce; Sonce).
10. /Ni podatkov o indijanskem imenu: Voda; Voda/

Položaj poglavarja pri Miamijih je deden. Prakticirala se je poliginija, pobegli ženi pa je imel mož pravico odrezati nos.